# 宁斯卡河
宁斯卡河（英語：Ninnescah River）是北美中央大平原上的一条河流，长约56.4-英里（90.8-），位于美国堪薩斯州境内，是阿肯色河一条支流。